# Išimbaj
Išimbaj (in baschiro Išembaj) è una città della Russia europea centro-orientale (Repubblica Autonoma della Baschiria).
Sorge nel pedemonte uraliano meridionale, a breve distanza dal fiume Belaja, 166 km a sud della capitale Ufa. È il capoluogo amministrativo del rajon Išimbajskij.
Fondata nel 1932 come insediamento per lo sfruttamento dei giacimenti petroliferi della zona, ricevette status di città nel 1940.

## Società

### Evoluzione demografica
- 1959: 46.600
- 2002: 70.195
- 2005: 69.300